# Jaime de Aragão e Anjou

Cruz da Ordem de Montesa, que pertenceu ao infante D. Jaime de Aragão e Anjou na última etapa da sua vida, depois da sua renuncia ao trono.

Jaime de Aragão e Anjou (29 de Setembro de 1296 – Tarragona, julho de 1334) foi um príncipe herdeiro do Reino de Aragão ao ser o filho primogénito do rei Jaime II de Aragão “o Justo”, rei de Aragão e da sua segunda esposa, Branca de Anjou.
Corria o ano de 1319 renunciou ao trono na pessoa do seu irmão Afonso IV de Aragão (Nápoles, 1299 - Barcelona, 24 de janeiro de 1336), cognominado o Benigno e retirou-se para um mosteiro.
Tomou o hábito da Ordem de São João de Jerusalém, com o propósito de levar uma vida devota e guerreira. No entanto, em 20 de Maio de 1320 renunciou ao hábito sanjuanista e ingressou na recente criada Ordem de Montesa, que se havia establecido com o desaparecimento da Ordem do Templo.
A última documentação com referência à sua pessoa surge em 30 de abril de 1334 e refere-se à promulgação de umas constituições capitulares.

## Relações familiares
Foi o filho de  primogénito do rei Jaime II de Aragão (1267 -?), "o Justo" (Valência, 10 de Agosto de 1267 – Barcelona, 2 de Novembro de 1327) rei de Aragão e de Branca de Nápoles (1280 -?), princesa de Napoles.
Por linha paterna era neto do rei Pedro III de Aragão (Valência, 1239 - Vilafranca del Penedès, 2 de Novembro de 1285), cognominado "o Grande" e da sua esposa, Constança de Sicília e por parte materna os seus avós eram o rei Carlos I de Nápoles (21 de março de 1226 - † 1285, Foggia).
Casou em 1319 com Leonor de Castela (1307 - Castelo de Castroheriz, 1359), infanta de Castela, filha primogénita do rei Fernando IV de Castela e de Constança de Portugal, de quem não teve filhos, uma vez que o casamento não chegou a ser consumado.

## Bibliografía
- Hinojosa Montalvo, José. Jaime II y el esplendor de la Corona de Aragón
- Del Arco, Ricardo. Sepulcros de la Casa Real de Aragón. Instituto Jerónimo Zurita. Consejo Superior de Investigaciones Científicas. Madrid. 1945.